# Богословская академия имени Теодора Ромжи

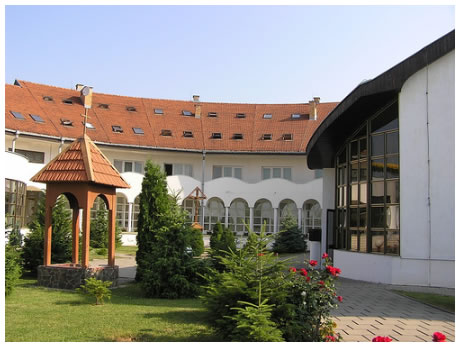
Здание богословской академии

Ужгородская греко-католическая богословская академия имени Теодора Ромжи (укр. Ужгородська греко-католицька богословська академія імені Теодора Ромжі) — грекокатолическая духовная семинария, находящаяся в окрестностях города Ужгород, Украина. Высшее учебное заведение Русинской грекокатолической церкви.

## История
Богословская академия имени Теодора Ромжи   считается преемницей Богословской школы, которая была основана в Мукачеве  в 1744 году епископом Михаилом Ольшанским.
C 1778 года Богословская школа располагалась в Ужгородском замке, который австрийская императрица Мария Терезия передала во владение мукачевскому епископу Андрею Бачинскому. Епископ Андрей основал в Ужгородском замке на основе Богословской школы Духовную семинарию с четырёхлетним курсом обучения. Эта семинария носила название в честь трёх святителей Василия Великого, Григория Богослова и Иоанна Златоуста.
В 1941 году духовная семинария была преобразована в Духовную академию. С 1949 года, когда была запрещена деятельность Русинской грекокатолической церкви, академия официально не действовала. В 1956 году была организована подпольная семинария, которая до 1991 года подготовила 53 выпускников.
С 1989 года деятельность Духовной академии была возобновлена в Мукачеве. В 1992 году началось строительство нового корпуса семинарии при въезде в село Минай возле Ужгорода. 28 июня 1992 года состоялось освящение краеугольного камня академии.
28 июня 2004 года кардинал Йозеф Томко освятил здания новой академии и фундамент строящейся церкви для семинарии. Строительство церкви было завершено в 2007 году. 28 июня 2007 года мукачевский епископ Милан освятил новую церковь в сослужении с кардиналом Теодором Мак-Керриком.